# 룰루 시글레르
룰루 시글레르(덴마크어: Lulu Ziegler, 1903년 4월 18일 ~ 1973년 11월 14일)는 덴마크의 배우이다.
배우 출신인 페르 크누트손(Per Knutzon)과 라르스 크누트손(Lars Knutzon) 부부의 딸이자 배우인 오세 시글레르(Aase Ziegler)의 여동생이기도 하다. 1926년부터 연기 활동을 시작했고 1933년에 배우로 데뷔했다. 주요 출연 작품으로는 《거주지》(Der var engang en vicevært, 1937년), 《24시간》(Fireogtyve timer, 1951년), 《나와 마피아》(Mig og Mafiaen, 1973년) 등이 있다.